# Пер-Ула Квіст
Пер-Ула Квіст (швед. Per-Ola Quist, 18 лютого 1961) — шведський плавець.
Учасник Олімпійських Ігор 1980 року.
Призер Чемпіонату світу з водних видів спорту 1978 року.